# 9К515 «Торнадо-С»
9К515 «Торнадо-С» (індекс С — від «Смерч») — російська реактивна система залпового вогню калібру 300 мм, розроблена як легка і універсальна версія системи «Смерч» (БМ-30, 9К58). Вперше вона була представлена у 2007 році як більш стратегічно і тактично мобільна пускова установка, хоч і була значно знижена вогнева міць (6 напрямних замість 12). Ця модель спрямована на заміну нинішньому поколінню російських РСЗВ, в тому числі БМ-21 «Град», БМ-27 «Ураган» і БМ-30 «Смерч». Версія пропонуватиметься на експорт.

## Технічні характеристики
Система містить модернізовану бойову машину, оснащену АСКВ, транспортно-заряджальну машину, командну машину, машину топогеодезичної прив'язки і метеорологічну машину. Окрім снарядів для РСЗВ «Смерч», Торнадо-С має нові реактивні снаряди калібру 300 мм: 9М542, 9М544 і 9М549. Всі ці снаряди мають максимальну дальність польоту до 120 км. 9М544 і 9М549 мають касетну БЧ, а 9М542 — осколково-фугасну БЧ масою 150 кг.
Як показав аналіз вцілілих блоків системи наведення ракет 9М544, в них широко використані звичайні «комерційні» мікросхеми, доступні на цивільному ринку. Серед іншого, це має ускладнити санкційного тиску на росію та полегшити виробництво ракет в умовах запроваджених торговельних обмежень.

## Оператори
- Росія: 20 одиниць 9K515 станом  на 2021 рік[5]

## Бойове застосування

### Російсько-українська війна
На початку вересня 2014 року було завдано декілька потужних артилерійських ударів по штабу Сектору А в Луганській області в районі села Побєда. У звіті «Where did the shells come from?» правозахисної організації IPHR, опублікованому у 2016 році, зазначалося, що використовувалися снаряди типу «Торнадо-С».

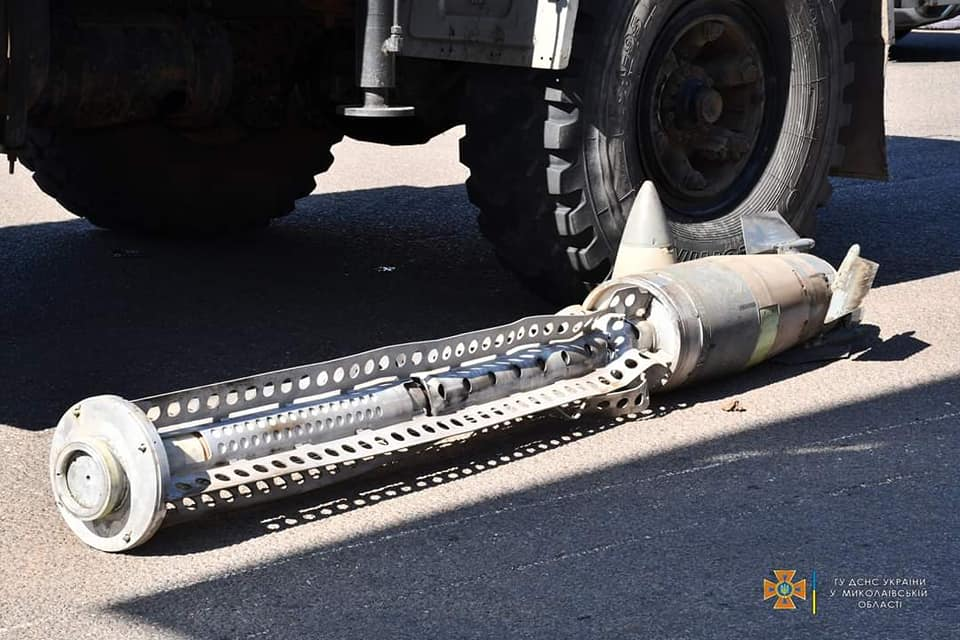
Залишки касетної бойової частини реактивного снаряду 9М544 для системи «Торнадо-С», Миколаїв, березень 2022 року

За повідомленням В'ячеслава Аброськіна, система «Торнадо» була застосована 10 лютого 2015 року для обстрілу Краматорська. Проте, у той же день Генштаб уточнив, що обстріли велися із систем БМ-30 «Смерч», а не «Торнадо».
Відведення установки згадане у других мінських угодах у лютому 2015 року.
Під час Російського вторгнення в Україну російська армія використовувала Торнадо-С при обстрілі Авдіївки. Зруйновано 15 домівок, вбито 5 мирних жителів, 15 постраждало. 27 березня 2022 року в Донецькій області із застосуванням касетних боєприпасів обстріляний житловий сектор Красногорівки. 27 березня 2022 р. з реактивної системи залпового вогню «Торнадо-С» обстріляно населений пункт Криворізького району Дніпропетровської області. Ракета була оснащена касетними боєприпасами. Удар керованим касетним снарядом 9М544 з РСЗВ «Торнадо-С» прийшовся і на місто Покровськ Донецької області.
Касетними снарядами з бойовими елементами 9Н235 було обстріляно і житлові райони Кривого Рогу. 9 липня 2022 року внаслідок такого обстрілу 41-річна жінка загинула на місці. 20-річна спортсменка та її батько, які тренувалися на спортмайданчику, отримали численні осколкові поранення та були госпіталізовані до лікарні. Також від поранень, несумісних з життям, дівчина 2002 року народження померла в реанімаційному відділенні лікарні.
Особливість керованих снарядів для «Торнадо-С», що відрізняє їх від некерованих снарядів для «Смерч» — наявність системи керування польотом з невеличкими крилами в носовій частині снаряда, що має позначення 9Б706.
Вдень 22 березня 2023 року російські військові випустили 6 реактивних снарядів системи «Торнадо-С» по житлових кварталах Запоріжжя. Одна з ракет поцілила між двома житловими будинками в спальному районі міста. Станом на вечір того ж дня було відомо про 34 постраждалих, з яких троє дітей.